# Giovanni Persico (politico 1878)
Giovanni Persico (Benevento, 30 dicembre 1878 – Roma, 7 agosto 1967) è stato un politico italiano.

## Biografia
Laureato in giurisprudenza, è avvocato. Massone, nel 1903 figura come Maestro nella loggia "Lira e Spada" di Roma.
Nel 1921 viene eletto deputato del Regno, confermando il seggio anche alle elezioni del 1924; è poi fra i deputati che partecipano alla secessione dell'Aventino.
l'11 agosto 1944 viene nominato prefetto di Roma, e mantiene l'incarico fino al 5 luglio 1945, per essere nominato sottosegretario al Ministero del Tesoro nel  governo Parri e poi nel governo De Gasperi I.
Nel secondo dopoguerra fa parte del Partito Democratico del Lavoro ed è eletto prima nella Consulta nazionale e poi Deputato dell'Assemblea Costituente.  Alle prime elezioni politiche del 1948 diventa senatore per Unità Socialista, rappresentando il PSLI, che poi cambiò nome in PSDI fino al 1953.
Muore nell'agosto 1967 all'età di 88 anni.